# João Pinheiro Chagas
- No debe confundirse con el escritor contemporáneo Manoel Joaquim Pinheiro Chagas

João Pinheiro Chagas (1863-1925) fue un político, periodista, diplomático, crítico literario y autor portugués. Fue primer ministro del país entre el 3 de septiembre y el 12 de noviembre de 1911.